# Cervone, Pîreatîn
Cervone (în ucraineană Червоне) este un sat în comuna Sasînivka din raionul Pîreatîn, regiunea Poltava, Ucraina.

## Demografie
Componența lingvistică a localității Cervone
     Ucraineană (93,33%)
     Rusă (6,67%)
Conform recensământului din 2001, majoritatea populației localității Cervone era vorbitoare de ucraineană (93,33%), existând în minoritate și vorbitori de rusă (6,67%).